# Хидротерапија
Хидротерапија која се раније звала хидропатија, а која се данас назива и лечење водом, део је алтернативне медицине (нарочито натуропатије), радне терапије и физиотерапије, која укључује употребу воде за ублажавање и лечење одређених болести. Израз обухвата широк спектар приступа и терапијских метода којима се у терапеутске сврхе користе разна физичка и хемијска својства воде, попут температуре и притиска, како би се стимулисала циркулација крви и лечили симптоми одређених болести.
Различити облици терапије који се примењују у данашњој савременој хидротерапији користе млаз воде, подводну масажу и минералне купке (нпр. балнеотерапија, јодна терапија, швајцарски туш, таласотерапија) или хидромасажну каду, вруће римске купке, хидромасажну каду, џакузи, хладно урањање и минерално купатило.

## Историја
Човек је рано упознао благотворне особине воде и угледајући се на животиње, користио је воду као средство за одржавање чистоће, снижавање температуре тела и друге намене. Зато је хидротерапија стара колико и човек, који је ову методу користи за исту намену све до данас.
Најстарији документ о терапијској примени воде потиче из старе Индије. Примена воде у профилактичке и терапијске сврхе била је раширена и у старој Грчкој. Римљани су поред болница и логора војске градили купатила са више одељења која нису била намењена само за одржавање хигијене већ и за спровођење терапије. У средњем веку купање се везује само за неке верске обичаје јер се родио страх од воде. Њена примена везује се и за митолошки период у животу Грка, који су воду користили за исцељивање и сматрали су да се „морском водом, и воденим куплкама може уклањати не само механичка нечистоћа веч и нечисточа духовног и физичког порекла“.
Хипократ је прописивао купање у изворској води за лечење многих, па и оних најтежих болести, и био је први који је захваљујући својој дубокој генијалности и посматрачким способностима приметио да се употребом топле воде тело хлади, док се хладном водом загрева.
Употреба хладне воде као хигијенског и лековитог средства била је уобичајена у античком периоду. Спартанци су купали своју новорођенчад у хладној води. Пиндартоком једног од својих олимпијских такмичења каже да је најбоља ствар вода, а затим злато. Питагора је својим ученицима топло препоручивао употребу хладних купки за јачање тела и талента.
Египатске краљевске породице купале су се у есенцијалним уљима и латицама цвећа, док су Римљани имали комунална јавна купалишта за своје грађане.
Остале културе које су запажене због дуге историје хидротерапије укључују Кину и Јапан, у којима су се грађани купали у посебно за ту намену уређеним топлим врелима („онсен“), много пре него што су то чинили Римљани у римским термама.

## Примена
Хидротерапија је део физикалне терапије и представља спољашњу примену воде у сврху лечења. Користи се обична или минерална вода са тушева, у кадама, у виду паковања, као купке појединих делова тела или као купке. 
Вода делује као термичка и механичка драж и изазива реакцију након примене. Организам реагује хемијском регулацијом као и терморегулацијом нарушене равнотеже.
Хидропроцедуре могу бити: хладне и топле. Код топлих купки треба водити рачуна о дужини примене, јер дуготрајне купке изнад 40 °C снажно оптерећују кардиоваскуларни апарат и могу довести и до попуштања срца.
Према техници примене хидротерапију можемо поделити на:
- поливање,
- примењивање влажних компреса,
- трљање,
- локалне и опште купке,
- туширања,
- подводне масаже.

Хидротерапија у садејству са кинезитерапијом назива се хидрокинезитерапија.
Хидротерапија обухвата велику и значајну област физикалне терапије која се примењује како у здравственим установама, тако и у кућним условима и у природи. Најважније место за примену хидротерапије су установа за специјализовано физикално лечење и рехабилитацију. 
Хидротерапија се може применити као:
- класична терапија водом,
- облик физикалне терапије, у лечењу односно рехабилитацији — реуматских стања, рехабилитацију спортских и других повреда, деформитета и сколиозе кичме, парализе и парезе, дечјије церебралне парализе, посттрауматске контрактура зглобова, повреда и болова у зглобовима и имишићима...
- средство за чишћење тела,
- медијум за излагање тела топлоти и хладноћи (што је дуго биоло у основи њене примене),[6]
- низ метода и техника, од којих многе користе воду као медијум за стимулацију терморегулационих реакција у организму у терапијске сврхе.
- додатак многих терапија, укључујући и терапију у геријатрији, у којој је њена употреба већ одавно утврђена.[7][8][9]
- метода за лечење опекотина,[10][11] (у којој се технике хидротерапије на бази туширања све више мења у корист метода пуног урањања),[11] делом ради лакшег чишћења опреме а делом ради смањења инфекција услед контаминација.[12][13][14]
- метода за уклањање некротичног ткива током лечење рана — заснована на селективном механичком дебридману, у облику наизменичне хидромасаже ране и терапије аспирације.[15]
- средство за: повећање снаге и издржљивости мишића, мобилизацију зглобова, побољшање равнотеже и координације, смањивање бола и отока, опуштање (релаксацију) организма.[15]

## Опрема и уређаји за хидротерапију

### Каде
Конструкција
Каде се праве од плочица, нерђајућег челика, или других материјала обложених посебном пластичном масом отпорном на високе температуре и механичка оштећења. 
Примена
Кадес су намењене за купање у индиферентној или топлој води, без или са додатком етерична уља, сумпор итд.
Врсте
Хабардова када која је у облику тролисне детелине, због своје конструкције веома приступачна за рад нарочито код непокретних пацијената или пацијената код којих треба вежбати поједине сегменте. Ова када је и нјаподеснија за подводну масажу, која се изводи млазом воде или ваздуха под притиском од 1 до 7 атмосфера, линеарним или кружним покретима.
Хидрогалванска када специјална када начињена од изолационог материјала (пластична маса, стакло) у чијим су бочним унутрашњим зидовима наспрамно постављене са сваке стране по три графитне или металне електроде (које одговарају раменом појасу, трупу и доњим екстремитетима). У њој се користи вода температуре 36-37 °C која прекрива електроде и омогућава комбинацију галванизације и термотерапије. Савремене каде поседују комутатор који омогућава промену правца галванске струје и стварање нових комбинација терапије без померања пацијента.

## Социолошки и културолошки аспекти хидротерапије
Развој хидротерапије у склопу бањског туризма
На све већи раст и развој хидротерапије и разних хидропатских установа широм света утицао је пре свега развој свих облика туризма, како у Великој Британији, тако и у Европи. И док су се енглеске, шкотске, ирске и европске установе свака посебно опрделиле за хидротерапију специфичних болести, дотле су друге, првенствено немачке бање и хидропатијске установе, фокусирале своју активност на бројна друга подручја хидротерапије и физикалног лечења.
Хидропатски објекат као место на коме се људи подвргавају хидропатском лечењу у почетку су обично грађени у бањским областима, које је природа богата обдарила минералим или термоминералним водама. У тим објектима неколико хидропатских установа, кроз историјски развој хидротерапије, у потпуности је изменило своје терапијске методе и намену, претварајући их у туристичке хотеле крајем 20. века задржавши назив „Хидро“. За то постоји неколико истакнутих примера у Шкотској.
Периодицитет у примени хидротерапије
Иако су многе купатила биле отворене током целе године, лекари су саветовали пацијентима да на терапију не одлазе пре месеца маја, „нити да остају после октобра. Енглески посетиоци радије воле хладно време, па често долазе у купке у мају, а враћају се поново у септембру, док у другим подручјима Европе пацијенти долазе током читаве сезоне, али више воле лето. Најмодерније и најзаступљеније време је током јула и августа ". 
Експанзија хидротерапије у Европи и њена промоција
У Европи се интересовање за разне облике хидротерапије и бањског туризма непрекидно развијало током 19. и 20. века, па је тако у том раздобљу „у Француској, Италији и Немачкој неколико милиона људи сваке године проведило време у бањама. Током 1891. године, када је Марк Твен обишао Европу и открио да је купка изворске воде у Екс ле Бену умирила његов реуматизам, он је то искуство описао као...толико пријатно да ако не бих имао болест, он би позајмио једну само да би имао изговор за наставак лечења.  Ово није први пут да су такви облици бањског туризма били популарни и промовисани од стране познатих личности у Европи и Великој Британији. Па је тако Европи примену воде у лечењу врућице и других болести, од седамнаестог века, континуирано промовисао велики број медицинских стручнјака. Почев од 19. века, одлазак на хидротерапију постао је толико модеран за богате класе које су проводила доста времена у одмаралиштима широм Британије и Европе како би санирале проблеме прекомерне потрошње. У главном се лечење у доба експанзије хидротерапије које се одвијало у британским бањама, заснивало на друштвеним активностима: шетњама, купању и непрестаном испијању минералних вода „грозног” укуса.